# Кириллово (Большесельский район)
Кири́ллово — деревня в Большесельском сельском поселении Большесельского района Ярославской области.

## География
Деревня, расположенная к востоку от Большого села. Она стоит к западу от обширного района торфозаготовок Варегово болото. Деревня расположена на расстоянии около 2 км к северу от дороги Ярославль—Большое село, от которой отделена заболоченным лесом. Деревня стоит на окружённом лесами поле, где кроме Кириллова, востоку от него ранее была деревня Шиловцево. Через эти деревни проходит просёлочная дорога от деревни Уткино, расположенной в 2 км к западу на дороге к Большому Селу, до Синьково и Бабаево, стоящих в 3 км к востоку на западной окраине Варегова болота.

## История
На плане Генерального межевания Борисоглебского уезда 1792 года часть деревни с северной стороны улицы обозначена как деревня Кирилова. В 1825 году Борисоглебский уезд был объединён с Романовским уездом. По сведениям 1859 года деревня относилась к Романово-Борисоглебскому уезду.

## Население
По данным статистического сборника «Сельские населенные пункты Ярославской области на 1 января 2007 года», в деревне Кириллово проживает 2 человека.